# Серикбай, Мейрамбек Жамантайулы
Мейрамбек Жамантайулы Серикбай (каз. Мейрамбек Жамантайұлы Серікбай; род. 16 декабря 1999, Атакент, Южно-Казахстанская область) — казахстанский футболист, полузащитник клуба «Каспий».

## Карьера
Воспитанник южно-казахстанского футбола. Футбольную карьеру начинал в 2018 году в составе клуба «Ордабасы М» во второй лиге. В июле 2018 года подписал контракт с клубом «Мактаарал». 22 апреля 2021 года в матче против клуба «Жас Кыран» дебютировал в кубке Казахстана (2:0). 17 марта 2022 года в матче против клуба «Атырау» дебютировал в казахстанской Премьер-лиге (1:2), выйдя на замену на 75-й минуте вместо Ильяса Амирсеитова.

## Достижения
«Мактаарал»
- Серебряный призёр Первой лиги Казахстана: 2021

## Клубная статистика
| Игровая карьера | Игровая карьера | Игровая карьера | Лига | Лига | Кубок | Кубок | Межд. | Межд. | Др. | Др. |
| --------------- | --------------- | --------------- | ---- | ---- | ----- | ----- | ----- | ----- | --- | --- |
| 2018            | Ордабасы М      | В               | 16   | 1    | —     | —     | —     | —     | —   | —   |
| 2018            | Мактаарал       | Б               | 8    | 1    | —     | —     | —     | —     | —   | —   |
| 2019            | Мактаарал       | Б               | 15   | 0    | —     | —     | —     | —     | —   | —   |
| 2020            | Мактаарал       | Б               | 12   | 0    | —     | —     | —     | —     | —   | —   |
| 2021            | Мактаарал       | Б               | 16   | 2    | 7     | 0     | —     | —     | —   | —   |
| 2022            | Мактаарал       | А               | 11   | 0    | 4     | 0     | —     | —     | —   | —   |
| 2022            | Мактаарал       | А               | 7    | 0    | 2     | 0     | —     | —     | —   | —   |